# 8957 Koujounotsuki
8957 Koujounotsuki è un asteroide della fascia principale. Scoperto nel 1998, presenta un'orbita caratterizzata da un semiasse maggiore pari a 2,2671372 UA e da un'eccentricità di 0,1569512, inclinata di 3,07420° rispetto all'eclittica.